# Musculus pterygoideus lateralis
De musculus pterygoideus lateralis is een tweehoofdige skeletspier die als een van de vier kauwspieren dienstdoet.  De musculus pterygoideus lateralis opent de mond en zorgt er ook voor dat de discus articularis van het articulatio temporomandibularis (kaakgewricht) mee naar ventraal schuift. Het caput superius ontspringt aan de ala major van het os sphenoidale, terwijl het caput inferius ontspringt aan de lamina lateralis van de processus pterygoideus. 
De musculus pterygoideus lateralis wordt geïnnerveerd door de nervus pterygoideus lateralis en de nervus mandibularis.